# Fisher Ames
Fisher Ames (Dedham, 19 aprile 1758 – Dedham, 4 luglio 1808) è stato un politico e avvocato statunitense. Fu rappresentante per il Massachusetts nel 1º Congresso degli Stati Uniti.

## Vita e carriera politica
Ames nacque a Dedham. Il padre, medico, morì quando Fisher aveva soltanto sei anni, ma la madre, nonostante il reddito limitato, riuscì a dare al figlio una formazione classica. All'età di sei anni iniziò lo studio del latino e all'età di dodici anni fu inviato all'Harvard College, dove si diplomò nel 1774; iniziò in seguito a lavorare come insegnante. Durante l'insegnamento scolastico, Ames studiò legge; fu ammesso alla professione forense, e iniziò la pratica a Dedham nel 1781.
Nel 1788 divenne membro della Camera dei rappresentanti del Massachusetts. Nello stesso anno divenne membro della Massachusetts convention che ratificò la Costituzione degli Stati Uniti d'America.
Ames fu eletto al primo Congresso degli Stati Uniti, vincendo contro Samuel Adams. Prese parte anche al secondo e terzo Congresso e come federalista al quarto Congresso; nel complesso rimase al Congresso dal 4 marzo 1789 al 3 marzo 1797. Durante il primo Congresso, fu presidente del Comitato per le elezioni. Nel 1796 non si candidò, ma riprese la pratica di legge a Dedham. Rimase in politica e fu membro del Consiglio del governatore dal 1798 al 1800. Nel suo nuovo ruolo, Ames fece una delle più grandi orazioni per la morte del presidente George Washington. Pubblicò inoltre una serie di saggi critici verso i seguaci di Thomas Jefferson.
Nel 1805 Ames fu eletto presidente della Harvard University, ma rifiutò la carica per problemi di salute. Qualche anno più tardi, il 4 luglio 1808, morì a Dedham. Fu sepolto nell'Old First Parish Cemetery dopo un funerale pubblico a Boston.